# سارا خسروآبادی
سارا خسروآبادی (زادهٔ ۱۲ دی ۱۳۶۲) فیلم‌نامه‌نویس ایرانی است. وی دانش‌آموختهٔ رشته سینما گرایش کارگردانی دانشگاه سوره است. خسروآبادی در سال ۱۳۸۵ با نگارش فیلمنامه تله‌فیلم روز اردو به کارگردانی حسین قناعت فعالیت حرفه‌ای خود را در حوزه سینما و تلویزیون آغاز کرد.

## فیلمنامه‌ها

### سینما
- ۱۳۹۵ - فیلم سینمایی لیلاج به کارگردانی داریوش یاری[۲]

### تلویزیون
- ۱۳۸۵- روز اردو؛ کارگردانی حسین قناعت
- ۱۳۸۶ - تنگنا، تله‌فیلم.
- ۱۳۸۶ - چارخونه به همراه گروه نویسندگان.
- ۱۳۸۷ - ۲۸ و ۵، تله‌فیلم به همراه حسین تراب نژاد
- ۱۳۸۹ - تله فیلم بیگانه به همراه حسین تراب نژاد
- ۱۳۹۰ - نابرده رنج به همراه علیرضا بذرافشان
- ۱۳۹۰ - سریال نابرده رنج به همراه علیرضا بذرافشان
- ۱۳۹۰ - تله فیلم برهوت به کارگردانی شهرام شاه‌حسینی
- ۱۳۹۳ - هفت سنگ به همراه گروه نویسندگان[۳]
- ۱۳۹۸ - سریال از سر نوشت به همراه محمدمهدی سلطانی و روح الله صدیق به کارگردانی علیرضا بذرافشان[۴]

### شبکه خانگی
- ۱۳۹۱ - فصل سوم سریال قلب یخی به همراه علیرضا بذرافشان[۵]

## کارگردانی

### فیلم کوتاه
- ۱۳۸۱- وقتی برمی گردیم
- ۱۳۸۲- فیلم کوتاه این فقط یک فیلم است
- ۱۳۸۴- فیلم شانزده میلیمتری داربست
- ۲۰۰۴- نوشیدنی میل دارین؟ در کشور فنلاند

### مستند
انسانهای زمین؛ به تهیه کنندگی سازمان روایت فتح

## جوایز
۱۳۹۱- دومین جشنواره جام جم، جایزه بهترین فیلمنامه سریال‌های طنز برای فیلمنامه نابرده رنج
۱۳۸۸– اولین جشنواره فیلم‌های تلویزیونی؛ جایزه فیلمنامه برگزیده در بخش نگاه ملی برای تله فیلم لرزش زندگی
۱۳۸۶- جایزه بهترین فیلمنامه از جشنواره سایه برای نوشیدنی میل دارین ؟
۱۳۸۶- جایزه اول تدوین از جشنواره سایه برای انسانهای زمین

## سایر منابع
- «لیست عوامل فیلم سینمایی فصل شکار».
- «مصاحبه سارا خسروآبادی و عوامل سریال نابرده رنج با خبرگزاری مهر».
- «لیست برگزیدگان دومین جشنواره جام جم».
- «لیست برگزیدگان اولین جشنواره جام جم».
- «مصاحبه سارا خسروآبادی با باشگاه خبرنگاران جوان».
- «مصاحبه سارا خسروآبادی و عوامل سریال هفت سنگ با خبرگزاری فارس».
- «نگارش سریال از سرنوشت توسط سارا خسروآبادی».
- «سارا خسروآبادی در IMDB».
- گفتگو با سارا خسروآبادی در برنامهٔ سینما گلخانه از شبکه سه سیما در یوتیوب